# Dutch Open 1991
Die Dutch Open 1991 im Badminton fanden vom 2. bis zum 6. Oktober 1991 im Nationaal Badminton Centrum in Nieuwegein statt. Das Preisgeld betrug 60.000 US-Dollar.

## Sieger und Platzierte
| Disziplin    | Gold                           | Silber                             | Bronze                                  |
| ------------ | ------------------------------ | ---------------------------------- | --------------------------------------- |
| Herreneinzel | Poul-Erik Høyer Larsen         | Hermawan Susanto                   | Thomas Stuer-Lauridsen                  |
| Herreneinzel | Poul-Erik Høyer Larsen         | Hermawan Susanto                   | Eddy Kurniawan                          |
| Dameneinzel  | Sarwendah Kusumawardhani       | Eline Coene                        | Yuni Kartika                            |
| Dameneinzel  | Sarwendah Kusumawardhani       | Eline Coene                        | Pernille Nedergaard                     |
| Herrendoppel | Rudy Gunawan Eddy Hartono      | Jan Paulsen Henrik Svarrer         | Siripong Siripool Pramote Teerawiwatana |
| Herrendoppel | Rudy Gunawan Eddy Hartono      | Jan Paulsen Henrik Svarrer         | Peter Axelsson Pär-Gunnar Jönsson       |
| Damendoppel  | Gillian Gowers Sara Sankey     | Catrine Bengtsson Maria Bengtsson  | Gillian Clark Nettie Nielsen            |
| Damendoppel  | Gillian Gowers Sara Sankey     | Catrine Bengtsson Maria Bengtsson  | Erma Sulistianingsih Rosiana Tendean    |
| Mixed        | Henrik Svarrer Marlene Thomsen | Pär-Gunnar Jönsson Maria Bengtsson | Chris Hunt Karen Chapman                |
| Mixed        | Henrik Svarrer Marlene Thomsen | Pär-Gunnar Jönsson Maria Bengtsson | Max Gandrup Gillian Clark               |

## Finalresultate
| Disziplin    | Sieger                             | Finalist                          | Ergebnis           |
| ------------ | ---------------------------------- | --------------------------------- | ------------------ |
| Herreneinzel | Poul-Erik Høyer Larsen             | Hermawan Susanto                  | 18–17, 6–15, 15–10 |
| Dameneinzel  | Sarwendah Kusumawardhani           | Eline Coene                       | 11–3, 11–3         |
| Herrendoppel | Eddy Hartono Rudy Gunawan          | Jan Paulsen Henrik Svarrer        | 15–11, 15–2        |
| Damendoppel  | Sara Sankey Gillian Gowers         | Catrine Bengtsson Maria Bengtsson | 15–9, 18–16        |
| Mixed        | Pär-Gunnar Jönsson Maria Bengtsson | Henrik Svarrer Marlene Thomsen    | 15–13, 15–11       |